# De tijd zelf
De tijd zelf, met als ondertitel Drieluik, is een onvoltooide roman van Harry Mulisch, op 30 oktober 2011 postuum uitgegeven in combinatie met essays van Marita Mathijsen en Arnold Heumakers. Van het verhaal De tijd zelf zijn vijf versies overgeleverd, onder de volgende titels: Astra, Het literaire offer (een verwijzing naar het Musikalisches Opfer van Bach) en Het offer. De vijfde en laatste versie (22 bladzijden lang) is in zijn geheel in het boek opgenomen en bestaat uit drie hoofdstukken.

## Inhoud
De hoofdfiguur is de filosoof Melchior Post die bij zijn moeder woont. Hij is in Londen voor een televisiedebat met de Leuvense filosofieprofessor Oscar Embden over tijd. Post stelt dat het heden nuldimensionaal is, en dat het daarom niet bestaat. Daarmee beschouwt hij ook de oerknal en de hele wereld als niet bestaand. Maar omdat hij niet kan ontkennen dat het heden bestaat, is het onmogelijke een feit, zegt hij. Embden daarentegen beweert dat het heden wel degelijk uitgestrektheid in de tijd bezit en ongeveer zeven seconden duurt.
Op de dag van het debat verslaapt Post zich doordat hij zijn wekker heeft omgestoten en de tijd dus verkeerd aflas, wat Harry Mulisch daadwerkelijk overkwam op 4 december 1998. Ook heeft Post zijn vinger gebroken door in een droom zijn arm ongelukkig uit te strekken. Embden blijkt al uit de televisiestudio vertrokken te zijn. Post verontschuldigt zich tegenover de studio en vertrekt in verwarring uit Londen.
Terwijl hij naar huis vliegt, stuurt Embden hem een e-mail: Ik geef mij gewonnen. Hieruit leidt Post af dat hij volgens Embden door zijn afwezigheid het bewijs heeft geleverd voor zijn 'theorie van het onbestaanbaar-bestaande heden'.
Het tweede hoofdstuk is niet meer in de ik-vorm geschreven, maar in de hij-vorm. Post ontwaakt 's morgens weer thuis en denkt terug aan zijn verblijf in Londen en zijn jeugd. Het onvoltooide derde hoofdstuk gaat niet meer over Post, maar over een universitaire professor die Post gekend heeft, Gustav Veblen. Er wordt gezegd dat hij een alcoholicus is en dat zijn dochter bij een ongeluk is omgekomen, wat met zijn verslaving te maken heeft.

## Toelichting en documenten
Eerst volgt er een essay van hoogleraar en Mulisch-kenner Marita Mathijsen, waarin zij onder meer gesprekken aanhaalt die zij met hem had. Een tweede essay is geschreven door Arnold Heumakers en gaat over de rol van de tijd in Harry Mulisch' hele oeuvre. Hierop volgen het korte bewaarde gedeelte van Astra, fragmenten uit de volgende versies en ten slotte passages uit Mulisch' dagboek van 1998 tot 2003 die betrekking hebben op De tijd zelf. Dit alles wordt afgewisseld door notities en suggesties die Mulisch op papiertjes schreef en andere afbeeldingen in verband met het boek.